# Хорлоогийн Чойбалсан
Хорлоогийн Чойбалсан (на монголски: Хорлоогийн Чойбалсан) е монголски комунистически политик, ръководител на Народна република Монголия от 1930-те години до смъртта си през 1952 г. Преди да стане премиер през 1939 г. и председател на Президиума на Великия народен хурал през 1929 г., той е фактически лидер на Монголската народна република и Монголската народно-революционна партия – неин Генерален секретар на ЦК и военен министър от 1923 г., като заема тези постове след смъртта на неговия сподвижник Сухе Батор.

## Биография
Роден е на 8 февруари 1895 г. в Монголия, тогава под китайска императорска власт.
В периода преди Монголската народна революция през 1919 – 1920 г. Чойбалсан е сред основателите на отрядите на Монголската народна партия и на тази партия, като е най-близкият сподвижник на лидера на партията Сухе Батор, с когото провежда Монголската народна революция от 1921 г., превърнала Монголия във втората след СССР социалистическа страна в света. Когато през 1923 г. умира Сухе Батор, Хорлоогийн Чойбалсан е избран за министър на отбраната на Монголия. През 1929 г. е избран и за Председател на Президиума на Великия народен хурал на МНР, а през 1939 г. е избран за председател на Министерския съвет на Монголската народна република. През 1923 – 1929 г. Чойбалсан изпълнява успешно икономическите изисквания на първата и втората петилетка на МНР, а в следващите години увеличава и военния ѝ потенциал.
Чойбалсан следва политика, подобна на политиката на Сталин – от една страна налага култ към личността си и брутално отстранява политическите си противници (наричат го често „Монголския Сталин“), но изцяло модернизира страната си и полага големи усилия за ограмотяване на населението от друга страна. Отличава се с голям национализъм и амбиция да обедини всички монголски народи под управлението на Монголската народна република. През 1936 г. сключва Договор за съвместна отбрана със СССР, като съгласно договора в Монголия се разполагат съветски войски, обединени в група на съветските войски в Монголия, като Монголия и СССР имат договорка за съвместна отбрана на двете страни, ако бъдат нападнати от трета страна. През 1935 г. Чойбалсан става маршал на Монгоската народна република – най-високият военен чин на Монголия и командва монголската народно-революционна армия във водената от съветските и монголските войски битка при Халхин Гол през август 1939 г. и бойните действия на монголската народно-революционна армия в боевете срещу японската Квантунска армия през август 1945 г.
По време на войната се запознава с Ким Ир Сен, който е водач на корейските отряди за борба срещу японците, а след войната Монголия, начело с Чойбалсан, е участник в изграждането на държавния организъм в Северна Корея и Корейската народна армия, като Ким Ир Сен счита за свой кумир Чойбалсан.
Умира на 26 януари 1952 г. в Москва, СССР след тежко заболяване.
Днес град Чойбалсан носи неговото име, а пред Монголския държавен университет има негова статуя.